# Benavente (freguesia)
Benavente is een plaats (freguesia) in de Portugese gemeente Benavente en telt 8 310 inwoners (2001).